# Pintor de Teseo

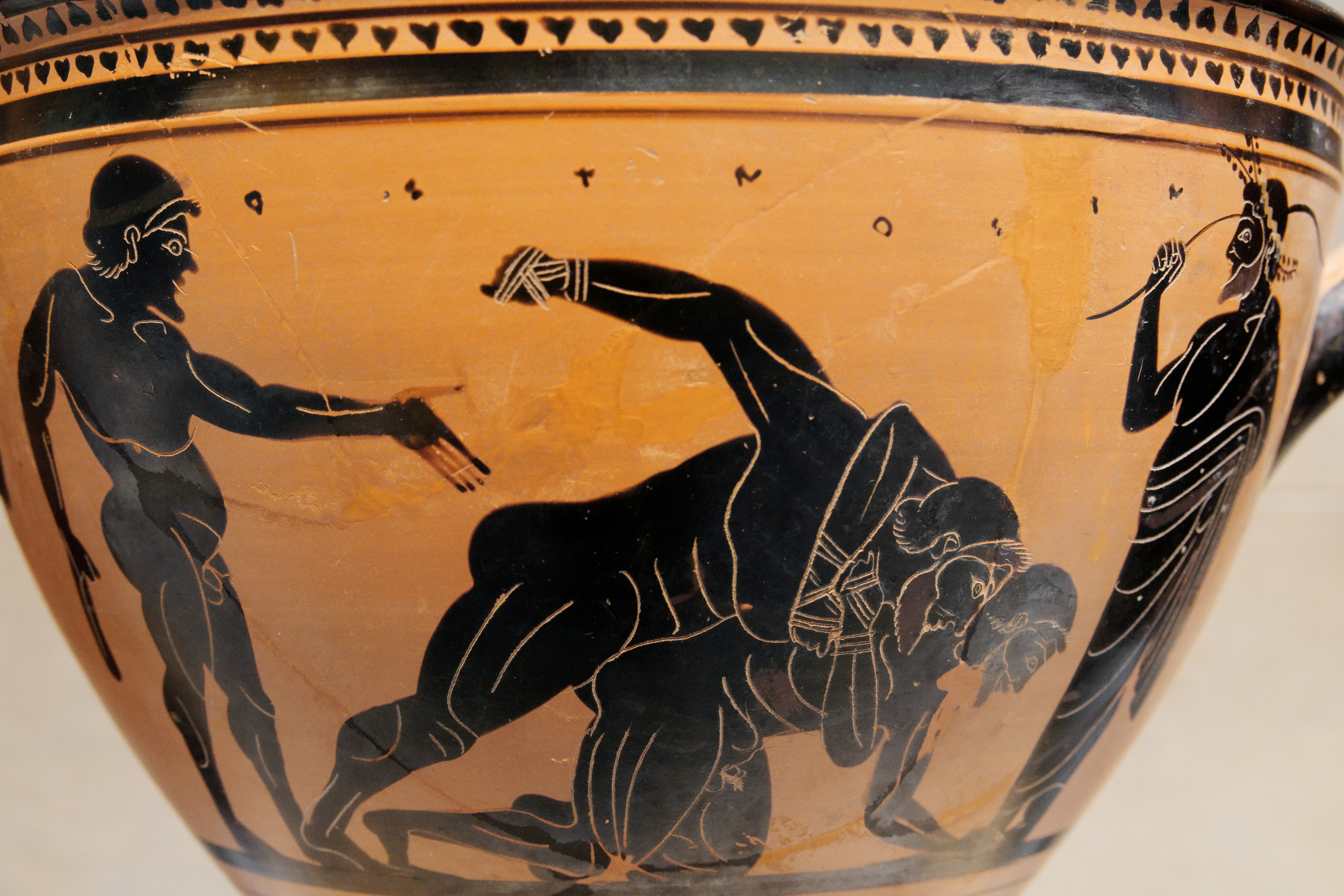
Esquifo del, Metropolitan Museum of Art.

Como pintor de Teseo se conoce a quien decoró varias vasijas griegas (lécitos, enócoes, esquifos) de cerámica de figuras negras de entre 515 a. C. y 475 a. C, se especializó en esquifos, y su denominación se debe a que dibujó varios episodios de la Teseida, las peregrinaciones de Teseo. Quizá fue alumno de Panfeo y trabajó en el talle del pintor de Atenea.